# Guido Trento
Guido Trento (Roma, 21 giugno 1892 – San Francisco, 31 luglio 1957) è stato un attore italiano.

## Biografia
Nato in Italia, emigrò giovanissimo negli USA e si stabilì a San Francisco dove, oltre a girare film, fu uno dei primi doppiatori della storia del doppiaggio, con il film Tu che mi accusi (1930) di Victor Fleming. Durante la seconda guerra mondiale, insieme ad altre centinaia di italo-americani, fu internato in diversi campi di concentramento fino al 1943, quando apprese, nel campo di Missoula, nel Montana, che l'Italia s'era arresa alle forze alleate, con la conseguente crisi del Fascismo.
Nel 1931 partecipò come direttore del carcere (al posto di Wilfred Lucas nella versione originale americana), al film Muraglie con Stanlio e Ollio. La pellicola fu girata appositamente in italiano per il mercato europeo, ma oggi risulta perduta.

## Filmografia
- Maternità, regia di Ugo De Simone (1917)
- Frou-Frou, regia di Alfredo De Antoni (1918)
- L'orgoglio, regia di Edoardo Bencivenga (1918)
- Il canto di Circe, regia di Giuseppe De Liguoro (1920)
- Nero, regia di J. Gordon Edwards (1922)
- La leggenda del Piave, regia di Mario Negri (1924)
- L'angelo della strada (Street Angel), regia di Frank Borzage (1928)
- Sei tu l'amore?, regia di Alfredo Sabato e Guido Trento (1930)
- Il grande sentiero, regia di Louis Loeffler e Raoul Walsh (1931)
- Muraglie (Pardon Us), regia di James Parrott (1931), versione girata in italiano, perduta.